# Calumma glawi
Calumma glawi este o specie de cameleoni din genul Calumma, familia Chamaeleonidae, descrisă de Böhme 1997. A fost clasificată de IUCN ca specie în pericol. Conform Catalogue of Life specia Calumma glawi nu are subspecii cunoscute.